# Saliromani
Saliromani (besudlingsdrift) innebär att en person blir sexuellt upphetsad av sådant som vanligtvis anses fult, smutsigt eller äckligt. Enligt Lars Ullerstam kan detta kan ta sig olika uttryck, från att man blir upphetsad av att läsa eller klottra "fula ord" till att äta avföring eller att bli urinerad på. Inte sällan är det dock "bara i huvudet" som en tanke kittlar och lockar - tända på det som vanligtvis anses oestetiskt, fult, äckligt eller smutsigt; till exempel använda underkläder (mysofili), samlag på gamla spermafläckiga lakan, solkiga kläder, stark svettlukt, utsmetat smink, skitiga hotellrum, fula ord, etc. Kort sagt smutsiga saker eller smutsiga omständigheter/omgivningar.